# Аранское вязание

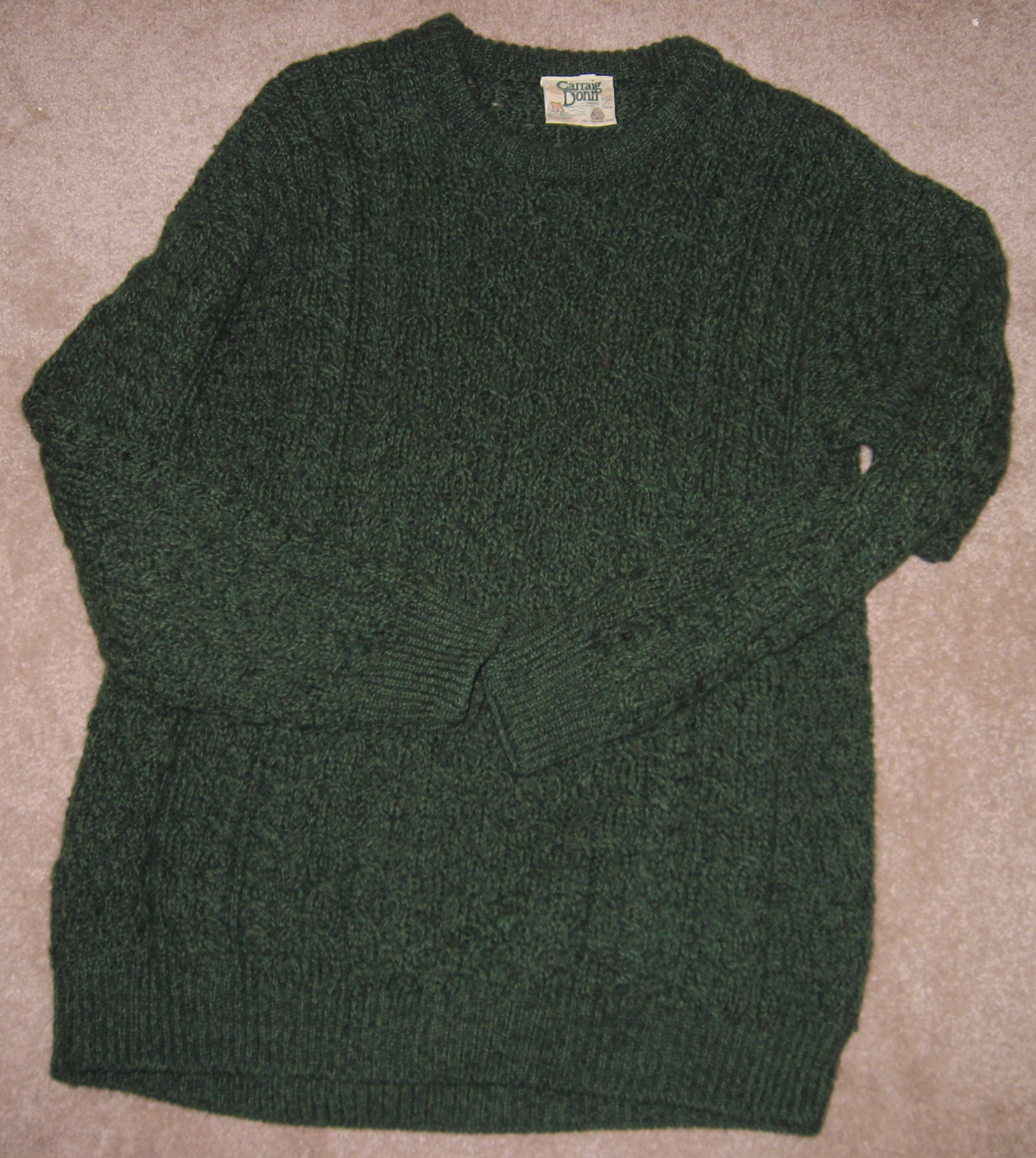
Зелёный «аранский» свитер

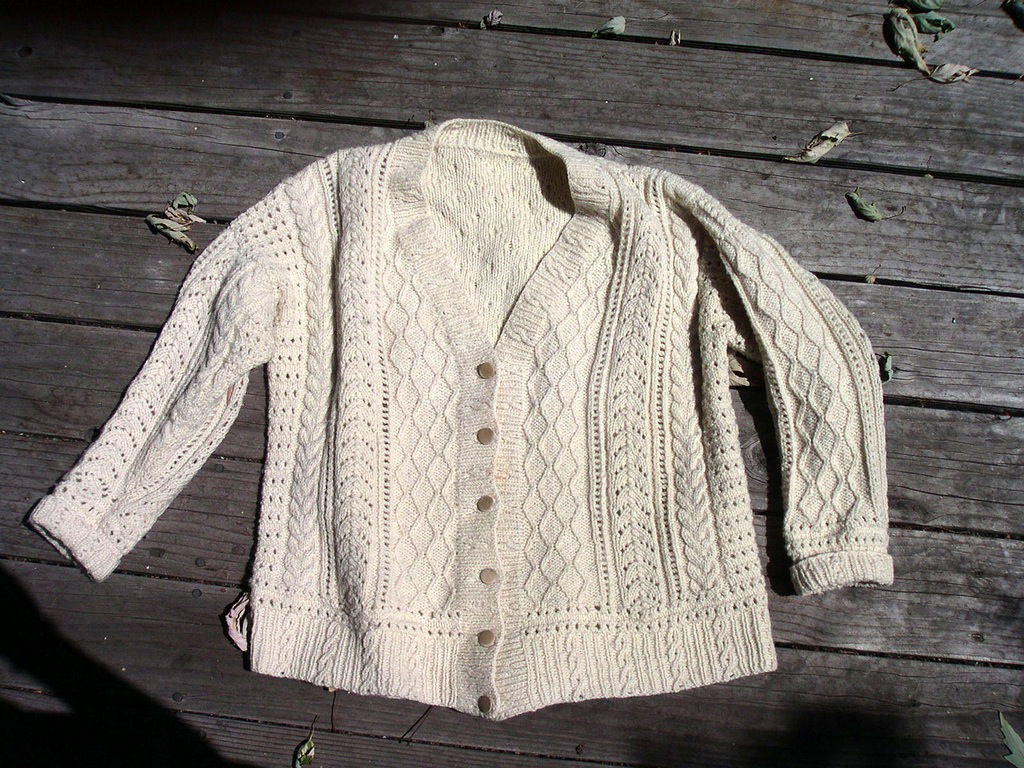
Кардиган, связанный в описываемой технике из традиционного материала — домашней неокрашенной шерсти

Аранское вязание — стиль вязания, при котором образуется узор из переплетения кос и скрещивания петель; стиль происходит родом из Ирландии, с островов Аран, которые дали стилю название. Изначально это стиль вязания свитеров, так называемых «рыбацких» — большая часть населения данных островов занимается рыболовством.
Согласно легендам, косы символизируют верёвки рыбака и являются пожеланием удачи, сетки, иногда заполненные узорами ирландского мха или морских водорослей, обозначают группы островов, и являются пожеланием богатства. Зигзаги, ломаные линии и цепочки — дорожки на утёсах, а дерево жизни, частый узор — символ единства клана. Согласно легендам же, по узорам свитеров опознавались тела погибших рыбаков, выброшенные на море (вероятно, легенда восходит к пьесе Джона М. Синга «Скачущие к морю», в которой опознание было проведено по спущенным петлям на носках погибшего).
Упоминания об аранских островах начинаются с XX века — для развития западных сельских регионов в 1914 году открываются школы вязальщиц, и с 1930-х аранские свитера начали продаваться в Дублине (в Country shop). Однако встречаются указания, что аранский узор использовался в одежде ещё в VIII веке, так как на одной из миниатюр Келлской книги он встречается на штанах пророка Даниила.